# Pheidole carapunco
Pheidole carapunco är en myrart som beskrevs av Kusnezov 1952. Pheidole carapunco ingår i släktet Pheidole och familjen myror. Inga underarter finns listade i Catalogue of Life.